# Guido Vadalá
Guido Nahuel Vadalá (Rosario, Provincia de Santa Fe, Argentina; 8 de febrero de 1997) es un futbolista argentino. Juega como delantero y su primer equipo fue Boca Juniors. Actualmente se encuentra en Blooming de la Primera División de Bolivia.

## Trayectoria

### Atlético Provincial
Realizó gran parte de las inferiores e infantiles en el Club Atlético Provincial de Rosario.

### Boca Juniors
Llegó a la institución Xeneize a los quince años, tuvo un breve paso por La Masía y al año siguiente en el Atalanta de Italia. Sin embargo, tuvo que volver a Argentina por no haber pasado las pruebas, donde los integrantes del Área de Captación boquense lo recibieron con los brazos abiertos. En el año 2013, jugando para la séptima del conjunto de la ribera, convirtió 32 goles y se transformó en el máximo artillero de todas las divisiones juveniles del fútbol argentino de ese año. A raíz de este hecho, fue elegido como Jugador Destacado del Fútbol Amateur en la cena anual organizada por la AFA. 
El 8 de noviembre, por un partido de la Sexta División contra Argentinos Juniors, Guido fue figura y se despachó con 7 goles, un récord para la categoría.
Luego de sus destacadas actuaciones en las juveniles del club, el entonces entrenador del primer equipo, Carlos Bianchi, se hace eco de esto por lo que firma su primer contrato profesional y pega el salto a la Reserva, para ir adecuándose lentamente con los jugadores profesionales. Durante la pretemporada, y debido a sus buenas actuaciones en los entrenamientos, fue promovido a hacer la pretemporada con el plantel de Primera.
El 10 de enero de 2014 debutó en la Primera de Boca en un amistoso ante Estudiantes de La Plata ingresando en el entretiempo.
Su debut oficial en la Primera de Boca fue el 18 de febrero de 2015 por la Copa Libertadores, ingresando al minuto 76 por Sebastián Palacios. Ese mismo día reventó un pelotazo contra el travesaño, también tuvo un mano a mano contra el arquero, pero justo sobre la línea un defensor de Palestino la rechazó. Ingresó muy bien ese día, y logró asistir a Jonathan Calleri para el segundo gol del equipo. El partido finalizaría 2-0 en favor del "Xeneize".

### Juventus
Luego de largas reuniones entre los dirigentes de la Juventus y Boca Juniors para definir el regreso de Carlos Tévez al Xeneize, el 24 de junio el rosarino se convierte en nuevo jugador de la Vecchia Signora. El acuerdo entre los clubes fue el pase de Tévez por la cesión por dos años de Vadalá al equipo italiano. Disputó un solo amistoso con el plantel profesional y los demás partidos lo hizo en la Reserva del equipo de Turín.

### Unión
En agosto de 2016 es cedido por Boca Juniors para jugar por un año en calidad de préstamo en Unión de Santa Fe, club en el cual, pese a las numerosas oportunidades que se le otorgó, solo conseguiría marcar un gol en 21 encuentros. Su única conversión se produjo el 10 de diciembre de 2016, cuando marcó el descuento para su equipo, que de todas maneras perdería ese partido 3-2 frente a San Lorenzo de Almagro.

### Boca Juniors
En julio del año 2017, finalizado su préstamo en el equipo santafesino, vuelve a Boca Juniors. Luego de sus buenos partidos en la Reserva, Guillermo Barros Schelotto lo convoca para la décima fecha del Campeonato 2017/18 en la cual su equipo debía medir fuerzas con Rosario Central. Ingresó en el minuto 90, en lo que fue finalmente derrota del equipo por 1 a 0.
Sin embargo, y ante la falta de un centrodelantero (Darío Benedetto y Walter Bou se encontraban lesionados), Vadalá fue titular el 3 de diciembre, en el partido frente a Arsenal de Sarandí. Boca Juniors no sólo ganó su partido 2-0, sino que además el joven mediapunta se dio el gusto de marcar su primer gol con la camiseta albiazul, abriendo el marcador en el minuto 32 del PT.
En la fecha siguiente sería nuevamente titular, disputando los 90 minutos del encuentro frente a Estudiantes de La Plata en el estadio de Quilmes. El Xeneize derrotó al equipo platense por 1 a 0, y aunque Vadalá no pudo convertir gol, su actuación fue satisfactoria.
Su último partido con Boca Juniors sería por la última fecha del torneo, cuando el equipo ya se había consagrado bicampeón del fútbol argentino. Fue frente a Huracán, como visitante, ingresando a jugar los últimos siete minutos del partido, que finalizó igualado 3-3.

## Estadísticas
- Actualizado al 16 de agosto de 2025

| Club                              | Div.                | Temporada           | Liga | Liga | Liga | Copa Nacional | Copa Nacional | Copa Nacional | Copa Internacional | Copa Internacional | Copa Internacional | Total | Total | Total |
| Club                              | Div.                | Temporada           | PJ   | G    | A    | PJ            | G             | A             | PJ                 | G                  | A                  | PJ    | G     | A     |
| --------------------------------- | ------------------- | ------------------- | ---- | ---- | ---- | ------------- | ------------- | ------------- | ------------------ | ------------------ | ------------------ | ----- | ----- | ----- |
| Boca Juniors Argentina            | 1.ª                 | 2015                | 0    | 0    | 0    | -             | -             | -             | 2                  | 0                  | 1                  | 2     | 0     | 1     |
| Boca Juniors Argentina            | 1.ª                 | 2017/18             | 4    | 1    | 0    | -             | -             | -             | -                  | -                  | -                  | 4     | 1     | 0     |
| Boca Juniors Argentina            | Total               | Total               | 4    | 1    | 0    | -             | -             | -             | 2                  | 0                  | 1                  | 6     | 1     | 1     |
| Juventus · Italia                 | 1.ª                 | 2015/16             | 0    | 0    | 0    | -             | -             | -             | -                  | -                  | -                  | 0     | 0     | 0     |
| Juventus · Italia                 | Total               | Total               | 0    | 0    | 0    | -             | -             | -             | -                  | -                  | -                  | 0     | 0     | 0     |
| Unión Argentina                   | 1.ª                 | 2016/17             | 19   | 1    | 0    | 2             | 0             | 0             | -                  | -                  | -                  | 21    | 1     | 0     |
| Unión Argentina                   | Total               | Total               | 19   | 1    | 0    | 2             | 0             | 0             | -                  | -                  | -                  | 21    | 1     | 0     |
| Universidad de Concepción · Chile | 1.ª                 | 2018                | 8    | 0    | 1    | -             | -             | -             | -                  | -                  | -                  | 8     | 0     | 1     |
| Universidad de Concepción · Chile | 1.ª                 | 2019                | 7    | 1    | 0    | -             | -             | -             | 2                  | 0                  | 0                  | 9     | 1     | 0     |
| Universidad de Concepción · Chile | Total               | Total               | 15   | 1    | 1    | -             | -             | -             | 2                  | 0                  | 0                  | 17    | 1     | 1     |
| Deportes Tolima · Colombia        | 1.ª                 | 2019                | 3    | 0    | 0    | 1             | 0             | 0             | -                  | -                  | -                  | 4     | 0     | 0     |
| Deportes Tolima · Colombia        | Total               | Total               | 3    | 0    | 0    | 1             | 0             | 0             | -                  | -                  | -                  | 4     | 0     | 0     |
| Charlotte Estados Unidos          | 2.ª                 | 2020                | 10   | 0    | 1    | -             | -             | -             | -                  | -                  | -                  | 10    | 0     | 1     |
| Charlotte Estados Unidos          | Total               | Total               | 10   | 0    | 1    | -             | -             | -             | -                  | -                  | -                  | 10    | 0     | 1     |
| Sarmiento (J) Argentina           | 2.ª                 | 2020                | 0    | 0    | 0    | -             | -             | -             | -                  | -                  | -                  | 0     | 0     | 0     |
| Sarmiento (J) Argentina           | 1.ª                 | 2021                | -    | -    | -    | 3             | 0             | 0             | -                  | -                  | -                  | 3     | 0     | 0     |
| Sarmiento (J) Argentina           | Total               | Total               | 0    | 0    | 0    | 3             | 0             | 0             | -                  | -                  | -                  | 3     | 0     | 0     |
| Mitre (SdE) Argentina             | 2.ª                 | 2022                | 26   | 2    | 1    | -             | -             | -             | -                  | -                  | -                  | 26    | 2     | 1     |
| Mitre (SdE) Argentina             | Total               | Total               | 26   | 2    | 1    | -             | -             | -             | -                  | -                  | -                  | 26    | 2     | 1     |
| Alvarado Argentina                | 2.ª                 | 2023                | 25   | 1    | 1    | -             | -             | -             | -                  | -                  | -                  | 25    | 1     | 1     |
| Alvarado Argentina                | 2.ª                 | 2024                | 30   | 3    | 0    | -             | -             | -             | -                  | -                  | -                  | 30    | 3     | 0     |
| Alvarado Argentina                | Total               | Total               | 55   | 4    | 1    | -             | -             | -             | -                  | -                  | -                  | 55    | 4     | 1     |
| Blooming · Bolivia                | 1.ª                 | 2025                | 17   | 6    | 3    | 6             | 1             | 0             | 2                  | 0                  | 0                  | 25    | 7     | 3     |
| Blooming · Bolivia                | Total               | Total               | 17   | 6    | 3    | 6             | 1             | 0             | 2                  | 0                  | 0                  | 25    | 7     | 3     |
| Total en su carrera               | Total en su carrera | Total en su carrera | 149  | 15   | 7    | 12            | 1             | 0             | 6                  | 0                  | 1                  | 167   | 16    | 8     |

## Palmarés

### Campeonatos nacionales
| Título              | Club               | País      | Año  |
| ------------------- | ------------------ | --------- | ---- |
| Superliga Argentina | Boca Juniors       | Argentina | 2018 |
| Primera Nacional    | Sarmiento de Junín | Argentina | 2021 |